# Na Olšině (zbiornik)
Na Olšině – sztuczny zbiornik wodny na Potoku Srebrnym w Czechach, położony na obszarze nowohradeckiego kompleksu leśnego na terenie miasta Hradca Králové.
Zbiornik został utworzony w latach 2005–2006 i obejmuje powierzchnię 0,007687 km², stanowiącą poszerzone koryto Potoku Srebrnego. Jego zapora składa się zasadniczo z istniejącej drogi.
Ten obszar wody spełnia funkcje retencyjne oraz rekreacyjno-turystyczne. Ponadto ma służyć do zwiększenia przepływów letnich w Potoku Srebrnym i poprawienia mikroklimatu okolicy.
Pierwotny las składa się ze świerków i sosny zwyczajnej. Po zakończeniu budowy zbiornika teren obsadzono sadzonkami dębu szypułkowego, lipy drobnolistnej, jodły pospolitej, wiązu pospolitego oraz sosny czarnej.